# Альтернативы.net
«Альтернати́вы.net» — четвёртый альбом российской хеви-метал-группы Коrsика, выпущенный в 2010 году и содержащий сингл «Коннект».

## История
Работа над альбомом началась в мае 2009 года.
13 декабря 2009 года, ко своему трёхлетию, группа «Коrsика» выпустила интернет-сингл «Коннект», который затем вошёл в альбом Альтернативы.net.
4 апреля 2010 года в московском клубе «Точка» группа «Коrsика» презентовала альбом Альтернативы.net, а также с 4 апреля альбом поступил в продажу.
В июле 2010 года Олег Михайлов в интервью журналу «Драйв» рассказал об альбоме:

 — А само название «Альтернативы.net» что означает?

Нет альтернативы твоему пути. Нет альтернативы твоей жизни. <…> Дело в том, что за нас пытаются делать выбор. Так происходит во всём. За нас пытаются решать всю нашу жизнь, выстроить её по известным канонам, чтобы ты не выпадал ни в коем случае из общей массы, которая должна жить только так, а не иначе. Но для тебя-то альтернативы нет, ты у себя один, какого чёрта ты будешь делать то, что тебе не по душе?— Олег Михайлов 

На обложке — солнце и пропасть. Между пропастью и солнцем — множество дорог. Смысл: так или иначе, у тебя есть одна отправная точка — солнце и вторая — это пропасть. И какой бы дорогой ты ни шёл, всё-равно придёшь либо туда, либо сюда. Автор идеи — это наша Юля, она наш идеолог.— Олег Михайлов 
Юлия Кей в интервью журналу «Dark City» также рассказала об альбоме, а также ещё на форуме в «В Контакте» она рассказала о всех текстах песен и об истории их создания.

Концепция его такова: это — альбом о жизни, о следующем шаге в ней, альбом-движение. Этим релизом нам хотелось сказать — прямо и просто, без прикрас, красивых слов и кокетства: «Да, жизнь — сложная штука, но это — не повод ныть про безысходность и бесперспективняк или молча страдать и сносить удары жестокой-жестокой судьбы. Если уж на то пошло, то это — ТВОЯ жизнь, и альтернативы этой жизни и тебе самому в ней не существует. А дальше — всё от тебя зависит. Какова твоя ставка в этой игре? На что ты готов пойти, чтобы изменить, перевернуть свой собственный мир, сделать его таким, каким ты сам бы хотел его видеть? Готов ли действовать? Все эти вопросы мы задаём самим себе, и главное — тебе — в песнях с альбома „Альтернативы.net“. И за себя мы готовы ответить. Искренне, не „рисуясь“ — просто и честно. Да — мы готовы и будем действовать. Да — мы хотим что-то изменить, сделать решительный шаг, не упустить свой шанс. А ты?»— Юлия Кей 
29 апреля 2011 года на композицию «Коннект» вышел видеоклип.
Альбом содержит интернет-сингл «Коннект», а также абсолютно новые песни:

## Список композиций
| №   | Название              | Музыка               | Примечание        | Длительность |
| --- | --------------------- | -------------------- | ----------------- | ------------ |
| 1.  | «Интро»               |                      |                   | 1:39         |
| 2.  | «Завтра»              | В. Крымский, Коrsика |                   | 4:27         |
| 3.  | «Скорость света»      | П. Панов, Коrsика    |                   | 3:07         |
| 4.  | «Кто твой бог?»       | В. Крымский, Коrsика |                   | 3:52         |
| 5.  | «Down Town»           | В. Крымский, Коrsика |                   | 3:34         |
| 6.  | «Другая сторона»      | В. Крымский, Коrsика |                   | 3:21         |
| 7.  | «Коннект»             | В. Крымский, Коrsика | (сингл «Коннект») | 3:56         |
| 8.  | «Жажда»               | В. Крымский, Коrsика | (сингл «Коннект») | 3:08         |
| 9.  | «Граница»             | В. Крымский, Коrsика |                   | 2:48         |
| 10. | «Жестокие игры»       | В. Крымский, Коrsика |                   | 3:24         |
| 11. | «Во сне»              | В. Крымский, Коrsика |                   | 2:51         |
| 12. | «200 ударов в минуту» | В. Крымский, Коrsика |                   | 3:12         |

- Тексты — Юлия Кей

## Клипы
| №  | Название | Тип       | Год  | Режиссёр         |
| -- | -------- | --------- | ---- | ---------------- |
| 1. | Коннект  | видеоклип | 2011 | Алексей Голенков |

## Участники записи
Группа «Коrsика»
| Олег    | Михайлов | — вокал      |
| Артём   | Ефимов   | — ударные    |
| Павел   | Панов    | — клавишные  |
| Виталий | Крымский | — гитара     |
| Иван    | Изотов   | — бас-гитара |

Дополнительная информация
- Запись — студия «Дай-records», 2010 год
- Звукорежиссёр и саунд-продюсер — Евгений Виноградов
- Мастеринг — Евгений Виноградов, студия «Дай-records»
- Дизайн обложки — Дмитрий Филиппов